# 百源堂

## 概要
百源堂（ばくゆいんとんぐ）、又は關東百源堂（靈藥德興堂）聯合藥廠有限公司（ぐわあんどうんぐばくゆいんとんぐれんゆえくだあくへんとおんぐにゆんはあぷゆえくちょんやうはんごんし）は、1961年香港で設立した漢方製薬会社です。

## 沿革
- 1961年 - 馮永源によって、百源堂が創立される。

## 主な商品
- 百源堂燕窩川貝枇杷膏
- 百源堂蟲草川貝露
- 百源堂金牌追風活絡油
- 百源堂靈芝參茸白鳳丸
- 百源堂蟲草川貝露
- 天字牌鹿茸人參皇
- 百源堂冬蟲草海狗三鞭丸
- 百源堂聰明補腦汁
- 第一標肚痛祛濕丸
- 南海觀音堂痾嘔肚痛散
- 百源堂羅漢果川貝枇杷露
- 金城牌中國療痰素
- 百源堂鼻炎丸
- 等々